# De Cock en het dodelijk doel
De Cock en het dodelijk doel is het achtenzeventigste deel van de Nederlandse detectiveserie De Cock. In tegenstelling tot de voorafgaande delen bewerkte Peter Römer deze keer geen televisiescript van Baantjer. Het verhaal vertoont wel opvallende overeenkomsten met de aflevering De aangekondigde dood uit de serie televisieserie Grijpstra & De Gier, die Römer in 2015 schreef. In het boek heeft Römer het verhaal echter verder uitgebouwd met nieuwe verhaallijnen, het decor veranderd van een politieke partij naar een liefdadigheidsinstelling en herschreven in de stijl van Baantjer.

## Plot
De Cock heeft een man op bezoek die claimt zijn eigen overlijdensbericht gezien te hebben in de krant. De bezoeker denkt aan een morbide grap. Echter, na enkele dagen wordt de man werkelijk vermoord aangetroffen. De man komt uit een welgestelde en invloedrijke familie, de familie Haarsma Bodee. Toevallig is De Cock op verzoek van Buitendam bij zijn vader langs geweest. De notaris van zijn  Goede Doelen Stichting zou vermist zijn.
Vanuit het statige huis aan de Gouden Bocht begunstigd men goede doelen. De Cock onderzoekt of de mysterieuze zaak iets met het "goede" doel en de verdwenen notaris te maken heeft. Bijna alle familieleden en één buitenstaander zijn verdacht. Maar als de vermiste notaris dood wordt opgegraven, probeert De Cock lang tevergeefs de moorden aan elkaar te koppelen. Een conference van Smalle Lowietje voert hem en Vledder naar de toneelspeler van de familie, die door Dick Vledder in een lange achtervolging door de binnenstad finaal wordt getackeld. Zonder één val op te zetten kan De Cock zijn klassieke recherchewerk op de afsluitende avond bij hem thuis uit de doeken doen.

## Ontvangst
Zoals voorgaande delen was de ontvangst positief. NBD Biblion noemde het boek in haar recensie een "...makkelijk leesbare en populaire detective", alsmede een "vlot geschreven whodunit." Boekensite Hebban.nl gaf het boek twee sterren en schreef: "...waarbij de associatie met de voormalige televisieserie (...) ook nog zeker bijdraagt aan de populariteit..."